# Guido Della Bona
Guido Della Bona (Cremona, 18 febbraio 1887 – Cremona, 1º settembre 1979) è stato un generale italiano, veterano della guerra italo-turca e della prima guerra mondiale, che durante il corso della seconda guerra mondiale fu comandante della 60ª Divisione fanteria "Sabratha" operante in Africa Settentrionale Italiana, e poi del XXVI Corpo d'armata di stanza in Grecia. Decorato con una Medaglia d'argento, due di bronzo e due Croci di guerra al valor militare.

## Biografia
Nacque a Cremona il 18 febbraio 1887, figlio di Arturo. Arruolatosi nel Regio Esercito nel 1907 entrò come allievo ufficiale nella Regia Accademia Militare di Modena, da cui uscì con il grado di sottotenente, assegnato all'arma di fanteria, corpo degli alpini, il 19 settembre 1909.
Partecipò alla guerra italo-turca, come tenente e capitano, venendo decorato con la Medaglia di bronzo al valor militare e un Encomio solenne. Partecipò alla prima guerra mondiale nelle file dell'8º Reggimento alpini venendo promosso maggiore per merito di guerra e poi tenente colonnello, assumendo il comando del Battaglione alpini "Cividale". Durante il conflitto fu decorato di una Medaglia d'argento, una di bronzo e una Croce di guerra al valor militare. Dopo la fine delle ostilità, con il grado di colonnello comandò il 6º Reggimento alpini.
Dal 1º gennaio 1936 fu promosso generale di brigata ed assegnato alla Brigata fanteria "Sila II" con la quale partì per l'Eritrea, per le esigenze della guerra italo-etiopica. Nel 1937 divenne addetto al Ministero delle Colonie a Roma, e poi il 22 maggio 1938, promosso generale di divisione, assunse il comando della 60ª Divisione fanteria "Sabratha" in Tripolitania, con Quartier generale a Jefren.
Con l'inizio delle ostilità con la Francia e la Gran Bretagna, il 10 giugno 1940, prese parte alle operazioni belliche contro gli inglesi in direzione dell'Egitto, ma il 1º aprile 1941 cedette il comando al generale Mario Soldarelli e rimpatriò. Nell'agosto dello stesso anno assunse il comando del XXVI Corpo d'armata con Quartier generale a Giannina (Grecia), che svolgeva compiti di occupazione di militare. Il 1º gennaio 1942 fu promosso generale di corpo d'armata. All'atto dell'armistizio dell'8 settembre 1943, venne catturato dai tedeschi alle ore 18:00 del giorno dopo e successivamente internato in Polonia nel campo di concentramento 64/Z di Shokken (oggi Skoki) dove rimase sino al gennaio 1945 quando fu liberato dai soldati dell'Armata rossa avanzanti e successivamente rimpatriato.
Il 2 giugno 1956 gli fu conferita l'onorificenza di Grande Ufficiale Ordine al Merito della Repubblica Italiana.

### Annotazioni
1. ↑  Successivamente trasformato in una Croce di guerra al valor militare.
2. ↑  Ancora il giorno 13, su richiesta dei tedeschi, inviò al colonnello Luigi Lusignani, comandante del 18º Reggimento della 33ª Divisione fanteria "Acqui" di stanza a Corfù, che aveva respinto l'ultimatum tedesco di arrendersi, il seguente messaggio: "Alle ore 18 del giorno 9 corrente ho in Giannina deposto le armi per evitare inutile spargimento di sangue. Il corpo d'armata è inviato in Albania per essere avviato in Italia. Ad evitare spargimento di sangue in Corfù potete se del caso regolarvi di conseguenza.

### Fonti
1. 1 2 3 4 5 6  Generals.
2. ↑  Battaglione Cividale.
3. ↑  Pettibone 2010, p. 121.
4. ↑  Pettibone 2010, p. 122.
5. 1 2  Rodogno 2006, p. 107.
6. ↑  In commutazione dell'Encomio solenne concesso con Regio Decreto 22 marzo 1913, Bollettino Ufficiale 1913 dispensa straordinaria pag. 583, 454, 543, 470, registrato alla Corte dei conti il 5 maggio 1913, registro 43, foglio 159.
7. ↑  Bollettino Ufficiale 1916 dispensa 23, pag.1065, registrato alla Corte dei conti il 4 aprile 1916, registro 3, foglio 199.
8. ↑  Sito web del Quirinale: dettaglio decorato.